# Fjärde Esra
Fjärde Esra är en ursprungligen judisk apokalyps som blivit bearbetad i kristen anda. Den finns med i Bibeln som apokryfisk skrift enligt romersk-katolsk och anglikansk tradition.

## Benämningar
Skriften Fjärde Esra har också flera andra namn. Namnet Fjärde Esra kommer från den samling heliga skrifter som Hieronymus skapade med sin version av Vulgata omkring år 400 e Kr. 
I ortodoxa kyrkor - som i den rysk-ortodoxa kyrkobibeln - bär denna skrift titeln Tredje Esra. Benämningen Tredje Esra avser i andra traditioner en annan bok med Esras namn. För mer information om den skrift som Hieronymus kallade Tredje Esra hänvisas till arikeln Tredje Esra.
Kapitel 1-2 av Fjärde Esra kallas ibland 5 Esra och kapitel 15-16 går också under namnet 6 Esra.
I den anglikanska kyrkotraditionen kallas Fjärde Esra Second Esdras  och den kanoniska skriften med Esras namn kallas där "Book of Ezra". Beträffande andra böcker med Esras namn se Tredje Esra.

## Ställning i kristna traditioner
Hieronymus tog med skriften under namnet Fjärde Esra i sin version av Vulgata. Många ledande kyrkomän under medeltiden ställde sig skeptisk till skriften. I den lista som upprättades vid det Tridentinska mötet 1546 flyttades Fjärde Esraboken till ett särskilt tillägg efter Nya testamentet och togs inte med i kanon. I den lutherska traditionen är den en så kallad pseudoepigraf. 
I den anglikanska kyrkans bibel är Fjärde Esra en apokryfisk skrift. I några östliga ortodoxa kyrkor betraktas dess huvuddel som en del av kanon.

## Tillkomst[6]
Fjärde Esra består till största delen (Kap 3-14) av den judiska apokalypsen innehållande sju syner. Hela denna del av boken anses ha tillkommit någon gång 70-120 före vår tideräkning. Den kristna bearbetningen har skett i två steg. I slutet av det första århundradet skedde den första bearbetningen. Då tillkom de två kapitel som i den latinska översättningen är kapitel 1 och 2. Knappt 100 år senare blev skriften utökad med det som i den latinska översättningen är kapitel 15-16. De båda tilläggen är troligen från början skrivna på grekiska.
Huvuddelen av boken, kap 3-14, anses från början vara författad av en okänd judisk rabbin antingen på hebreiska eller arameiska. Något sådant original finns inte, men den översattes till grekiska och endast ett litet fragment av den översättningen finns kvar. Från denna grekiska översättning gjordes översättningar till andra språk som syrianska, armeniska, etiopiska, arabiska, koptiska och georgiska. I den formen finns bokens kap 3-14 bevarade. I sin helhet, kap 1-16, finns flera versioner på latin. Det är en sådan som version är den som vid Tridentinska mötet placerades som ett tillägg till bibeln efter Nya Testamentet.

## Innehåll
I skriftens huvuddel behandlas i kap 3:1-5:20 det s.k. teodicéproblemet, i kap 5:21-6:34 talar Esra i en syn med en ängel om Israels folks öde, 6:35-9:25 Domen över syndarna och världen, 9:38-10:59 Sions klagan, 11:1-12:51 Den messianska örnvisionen, 13:1-58 En ny messiasvision om mannen som kämpar mot det onda, 14:1-48 Esra dikterar de heliga skrifterna för skrivare. 100 år senare bearbetades skriften och gavs en inledning, kap 1–2. Denna del innehåller en straffpredikan riktad mot judarna och en frälsningsförkunnelse till "mitt folk". Efter ytterligare knappt 100 år bearbetades skriften på nytt och fick då de två avslutande kapitlen, kap 15-16. Denna del innehåller domsförkunnelse mot olika folk och uppmaningar till "Herrens tjänare" angående livet i världen.

## Syftet med boken
Framställningen i kap 3-14 har många bottnar. Till det yttre är den en skildring av sju syner som den judiske prästen och skriftlärde Esra har i Babylon under folkets fördrivning från Jerusalem på 500-talet före vår tideräkning. Som en parallell till den tiden skildras det judiska folkets situation under det romerska väldet på 100-talet före vår tideräkning. I sina syner där Esra klagar över folkets öde för han, med en ängel, ett både pedagogisk och lärt samtal om den filosofiska frågan som brukar kallas teodicéproblemet d.v.s. hur den rättvisa ser ut som låter ondskan råda samtidigt med att han ser på världen som en gudomlig skapelse och föremål för en gudomlig omsorg. Esra förmanar folket till att hålla sig till Mose lag som under den babyloniska fångenskapen och manar folket till uthållighet och förtröstan på Gud. En gång framträdde Esra som den nye Mose som gav lagen tillbaka till folket sedan den blivit uppbränd. Denna Esras en gång historiska insats skildras i synen i fjortonde kapitlet som att i denna syn ges både den skriftliga lagen i form av de 94 bibliska skrifterna och en uttydning i form av den esoteriska tolkningen i synerna. På samma sätts sägs Mose inte bara ha gett folket Torah utan även en muntlig uttolkning. Ett framträdande drag i synerna är profetiorna om en nära förestående världsdom och om ett messianskt rike i anslutning till de gammaltestamentliga profeternas ord. 